# Ngôi sao lẻ loi (album)
Ngôi sao lẻ loi là tên album chính thức thứ 7 (vol.7) của nam ca sĩ Việt Nam Phan Đinh Tùng phát hành năm 2010.

## Thông tin
Album Ngôi sao lẻ loi gồm có 14 ca khúc do các nhạc sĩ trẻ sáng tác, đi kèm với CD là một video âm nhạc ca khúc chủ đề "Ngôi sao lẻ loi" với diễn xuất của người mẫu Quỳnh Thư. Album được tổ chức họp báo - ra mắt vào ngày 3 tháng 6 năm 2010. Trong buổi họp báo, Phan Đinh Tùng tiết lộ về cuộc tình bí mật kéo dài 4 năm của mình là cảm hứng để anh sáng tác một số ca khúc nằm trong album vol.6 - Hạt nhân được phát hành trước đó.
DVD single Dã tràng xe cát được dự định phát hành cuối tháng 7 năm 2010 với bốn bài hát trong album Ngôi sao lẻ loi là "Ngôi sao lẻ loi","Kiếp dã tràng", "SOS kẹt xe" và "Ngàn lần khắc tên em". DVD này sau đó được đổi tên thành Kiếp dã tràng và đẩy lui ngày phát hành sang đầu tháng 9 năm 2010 dưới hình thức karaoke, DVD gồm 8 ca khúc.

## Đón nhận

### Đánh giá
Nhà báo Khánh Nguyễn của Báo Điện tử VTC News nhận xét có vẻ như quá chiều lòng khán giả, hát những ca khúc quá “dễ nghe” nên cũng chưa tạo được nhiều dấu ấn trong làng nhạc. Nhạc sỹ Minh Châu nhận xét: “Album có quá nhiều bài ở nhiều thể loại, dẫn đến sự manh mún, khó có một sự kết nối về ý tưởng".

### Giải thưởng
Dù giành giải quan trọng trong liveshow tháng 9 của Album vàng 2010 là Album được yêu thích do khán giả bình chọn nhưng Ngôi sao lẻ loi lại không có tên trong Top Album vàng của năm.
| Năm  | Giải thưởng                    | Hạng mục                         | Đề cử                     | Kết quả              | Chú thích |
| ---- | ------------------------------ | -------------------------------- | ------------------------- | -------------------- | --------- |
| 2010 | Album vàng 2010                | Album vàng tháng 9               | Album Ngôi sao lẻ loi     | Album được yêu thích | [ 6 ]     |
| 2010 | Giải thưởng Làn Sóng Xanh 2010 | Top 10 ca sĩ được yêu thích nhất | Phan Đinh Tùng            | Đoạt giải            | [ 8 ]     |
| 2011 | Zing Music Awards 2010         | Top 10 ca khúc của năm           | Ca khúc "Ngôi sao lẻ loi" | Đoạt giải            | [ 9 ]     |